# Badskær Kirke
Badskær Kirke ligger ved den lille landsby Badskær ca. 18 km S for Frederikshavn (Region Nordjylland).

## Eksterne kilder og henvisninger
- Badskær Kirke på KortTilKirken.dk